# Klimiec
Klimiec (ukr. Климець) – wieś na Ukrainie, w rejonie stryjskim (do 2020 roku w rejonie skolskim) obwodu lwowskiego. Leży na północno-wschodnim stoku Beskidu. Obecny obszar miejscowości obejmuje przedwojenny Karlsdorf. Wieś liczy 342 mieszkańców.
W II Rzeczypospolitej do 1934 samodzielna gmina jednostkowa, następnie należała do zbiorowej wiejskiej gminy Tucholka. Początkowo w powiecie skolskim, a od 1932 w powiecie stryjskim w woj. stanisławowskim. W miejscowości stacjonowała placówka Straży Granicznej I linii „Klimiec”.
Po wojnie wieś weszła w struktury administracyjne Związku Radzieckiego.